# Bactrocera albistrigata
Bactrocera albistrigata
 es una especie de díptero que Meijere describió por primera vez en 1911. Bactrocera albistrigata pertenece al género Bactrocera de la familia Tephritidae.